# Narciarstwo alpejskie na Zimowym Olimpijskim Festiwalu Młodzieży Europy 2023
Narciarstwo alpejskie na Zimowym Olimpijskim Festiwalu Młodzieży Europy 2023 – jedna z dyscyplin rozgrywanych podczas festiwalu w dniach 24–28 stycznia 2023 w Ski Area Tarvisio. Podczas zawodów odbędą się trzy konkurencje.

## Zestawienie medalistów

### Dziewczyn
| Data             | Konkurencja               | Złoto          | Wynik   | Srebro           | Wynik   | Brąz             | Wynik   | Źródło |
| ---------------- | ------------------------- | -------------- | ------- | ---------------- | ------- | ---------------- | ------- | ------ |
| 25 stycznia 2023 | Slalom (szczegóły)        | Leonie Raich   | 1:32,83 | Laila Illig      | 1:33,72 | Moa Landström    | 1:33,74 | [ 1 ]  |
| 26 stycznia 2023 | Slalom gigant (szczegóły) | Ludovica Righi | 2:46,48 | Moa Landström    | 2:46,75 | Nadine Hundegger | 2:46,84 | [ 2 ]  |
| 28 stycznia 2023 | Supergigant (szczegóły)   | Laura Huber    | 1:05,32 | Nadine Hundegger | 1:05,95 | Tatum Bieler     | 1:05,99 | [ 3 ]  |

### Chłopców
| Data             | Konkurencja               | Złoto         | Wynik   | Srebro          | Wynik   | Brąz           | Wynik   | Źródło |
| ---------------- | ------------------------- | ------------- | ------- | --------------- | ------- | -------------- | ------- | ------ |
| 24 stycznia 2023 | Slalom (szczegóły)        | Emile Baur    | 1:32,08 | Gustav Wissting | 1:32,22 | Mortiz Zudrell | 1:32,57 | [ 4 ]  |
| 27 stycznia 2023 | Slalom gigant (szczegóły) | Miha Oserban  | 2:40,05 | Rasmus Bakkevig | 2:40,54 | Mortiz Zudrell | 2:41,03 | [ 5 ]  |
| 28 stycznia 2023 | Supergigant (szczegóły)   | Attila Bányai | 1:03,75 | Rasmus Bakkevig | 1:03,79 | Mortiz Zudrell | 1:03,84 | [ 6 ]  |

## Klasyfikacja medalowa

### Ogólna
*   Gospodarz ( Włochy)
| Miejsce | Reprezentacja | Złoto | Srebro | Brąz | Razem |
| ------- | ------------- | ----- | ------ | ---- | ----- |
| 1       | Austria       | 1     | 1      | 4    | 6     |
| 2       | Włochy*       | 1     | 0      | 2    | 3     |
| 3       | Węgry         | 1     | 0      | 0    | 1     |
| 3       | Słowenia      | 1     | 0      | 0    | 1     |
| 3       | Szwajcaria    | 1     | 0      | 0    | 1     |
| 3       | Francja       | 1     | 0      | 0    | 1     |
| 7       | Szwecja       | 0     | 3      | 0    | 3     |
| 8       | Norwegia      | 0     | 2      | 0    | 2     |
| Razem   | Razem         | 6     | 6      | 6    | 18    |

### Dziewczyn
| Miejsce | Reprezentacja | Złoto | Srebro | Brąz | Razem |
| ------- | ------------- | ----- | ------ | ---- | ----- |
| 1       | Austria       | 1     | 1      | 1    | 3     |
| 2       | Włochy*       | 1     | 0      | 2    | 3     |
| 3       | Szwajcaria    | 1     | 0      | 0    | 1     |
| 4       | Szwecja       | 0     | 2      | 0    | 2     |
| Razem   | Razem         | 3     | 3      | 3    | 9     |

### Chłopców
| Miejsce | Reprezentacja | Złoto | Srebro | Brąz | Razem |
| ------- | ------------- | ----- | ------ | ---- | ----- |
| 1       | Francja       | 1     | 0      | 0    | 1     |
| 1       | Słowenia      | 1     | 0      | 0    | 1     |
| 1       | Węgry         | 1     | 0      | 0    | 1     |
| 4       | Norwegia      | 0     | 2      | 0    | 2     |
| 5       | Szwecja       | 0     | 1      | 0    | 1     |
| 6       | Austria       | 0     | 0      | 3    | 3     |
| Razem   | Razem         | 3     | 3      | 3    | 9     |